# Lagoa de Melides
A Lagoa de Melides é uma lagoa portuguesa, situada na freguesia de Melides, no município de Grândola, na  zona sul do distrito de Setúbal, na região do Alentejo
A Lagoa de Melides tem cerca de 26 ha e possui várias ilhotas cobertas de vegetação hidrófila. A grande maioria da lagoa encontra-se assoreada, mas antigamente esteve ligada ao mar e serviu de porto de pesca até ao século XVIII. A lagoa tem servido de habitat para várias espécies animais como enguias, pardelhas, tainhas, garças-pequenas, garças-brancas, garças-vermelhas, milhafres-pretos e tarambolas-douradas.
A leste  desta e até às imediações da aldeia e sede de freguesia de Melides, (que fica situada a sete quilómetros ),  estende-se uma várzea, onde predomina a cultura do arroz.A Lagoa de Melides fica nas proximidades da Praia de Melides. A lagoa garante  atividades como a canoagem e convida também ao mergulho refrescante,  especialmente num dia de verão. Outra das atividades possíveis é a observação de aves, pois é possível observar várias aves, como as cegonhas, garças-brancas,  narcejas, patos, marrequinhas, corujas, abelharucos e várias outras espécies de aves.